# Южноафриканская футбольная ассоциация
Южноафриканская футбольная ассоциация (англ. South African Football Association), сокращённо САФА (англ. SAFA) — национальный административный орган ЮАР, занимающийся развитием и управлением футболом в стране. Входит в Конфедерацию африканского футбола. В действующим виде основана в 1991 году; является второй в истории футбольной ассоциацией, носившей подобное имя и входившей в ФИФА. Основанная в 1892 году футбольная ассоциация отличалась тем, что не принимала в состав сборной по футболу игроков не белого происхождения.
САФА вошла в состав ФИФА в 1992 году после падения апартеида и прекращения спортивной изоляции ЮАР, что позволило сборной ЮАР участвовать в отборочных и финальных этапах Кубка африканских наций и чемпионата мира ФИФА. За время деятельности ассоциации ЮАР провела несколько розыгрышей Кубка КОСАФА, розыгрыш Кубка африканских наций 1996 года и чемпионат мира 2010 года.
Непосредственно Южноафриканская футбольная ассоциация отвечает за управление всеми мужскими и женскими сборными всех возрастных категорий и Вторым дивизионом ЮАР по футболу; первыми двумя дивизионами (Премьер-Лигой и Первым дивизионом) управляет Высшая футбольная лига ЮАР.

## История

### Первая ассоциация (1892)
Первая Южноафриканская футбольная ассоциация была образована в 1892 году и вступила в ФИФА в 1910 году, став первой африканской футбольной ассоциацией — членом ФИФА. В 1924 году она вышла из состава ФИФА, восстановив своё членство полностью в 1952 году. В 1932 году была образована Южноафриканская футбольная ассоциация африканцев (СААФА), а через год — Южноафриканская футбольная ассоциация банту (САБФА) и Южноафриканская футбольная ассоциация цветных (САКФА). В сентябре 1951 года все три ассоциации объединились в Южноафриканскую федерацию футбола (англ. South African Soccer Federation) — САСФ, которая стремилась добиться прекращения политики апартеида, проводимой действующей футбольной ассоциацией.
В ноябре 1954 года антирасистская САСФ подала заявку на вступление в ФИФА, равно как и САФА. В мае 1955 года обеим первоначально отказались в ФИФА, сославшись на то, что «белая» САФА не контролировала все клубы в стране (большая часть принадлежала САСФ) и не являлась реальной ассоциацией, а «чёрная» САСФ располагала командами без игроков европейского происхождения. В 1956 году ФИФА приняла позицию САФА по поводу сегрегации: чиновники заверяли, что это была неотъемлемая традиция общества и культуры ЮАР. Кубок африканских наций 1957 года, первый розыгрыш подобного трофея, должен был состояться как раз с участием ЮАР, однако южноафриканцы так и не сыграли. Официальная документация, свидетельствующая об участии и календаре выступлений команды ЮАР с их противниками из Эфиопии, Египта и Судана, сгорела, поэтому установить официальную причину снятия команды с турнира не удалось. Считается, что снятию команды с турнира с высокой долей вероятности способствовало неприятие другими странами политики апартеида, хотя представители САФА Фред Фелл заявил, что команда отказалась от участия из-за Суэцкого кризиса.
В 1957 году Южноафриканская футбольная ассоциация была переименована в Футбольную ассоциацию Южной Африки (англ. Football Association of South Africa) — ФАСА — и исключила из своей конституции положение о запрете принимать в команды игроков не белого происхождения. Однако профессор Питер Алеги (англ. Peter Alegi) в книге «Африканские футбольные беженцы» (англ. African Soccerscapes) заявлял, что ассоциация не собиралась менять свою политику и просто имитировала бурную деятельность, сохранив статус-кво. В 1959 году «белая» сборная ЮАР должна была сыграть разрешённый ФИФА матч против клуба «Португеза Сантиста», вследствие чего бразильцы не заявили на игру ни одного чернокожего. САСФ пожаловалась бразильскому консулу в Кейптауне на подобные действия, и в итоге матч не состоялся.
На Конгрессе ФИФА 1960 года в Риме представители Федерации футбола СССР и азиатских стран (в том числе Индии) обратились к руководству ФИФА с просьбой заменить действовавшую про-апартеидскую ФАСА на противников апартеида САСФ. Однако их просьбы были отклонены в связи с положениями ФИФА о том, что национальная ассоциация должна быть открыта абсолютно для всех — в случае ЮАР она должна была разрешать играть в футбол и белым, и чёрным, а не кому-то одному. В сентябре 1961 года ФАСА была исключена из ФИФА за отказ принимать игроков неевропейского происхождения и политику апартеида, но в том же году президентом ФИФА стал Стэнли Роуз, симпатизировавший действовавшему руководству ЮАР. Роуз и представитель США Джозеф Магуайр прибыли в ЮАР на встречу с делегацией, пробыв в стране две недели, и Роуз доложил, что ФАСА не занимается расовой дискриминацией, добившись восстановления ЮАР в членах ФИФА ровно через два года после дисквалификации.
На конгрессе в Токио члены делегации КАФ потребовали отстранить ФАСА, если правительство ЮАР не отменит все законодательные акты, хоть как-либо поддерживающие политику апартеида. Поддержку делегациям КАФ оказали Азиатская футбольная конфедерация и Федерация футбола СССР. Делегаты встречались с представителями САСФ в Дурбане и Южноафриканского антирасистского олимпийского комитета (англ. South African Non-Racial Olympic Committee) в Лондоне. В итоге было решено исключить ЮАР из состава КАФ, а в ФИФА поступил запрос о временном отстранении ЮАР от участия в соревнованиях ФИФА, поддержанный большинством ассоциаций на Конгрессе ФИФА 1964 года. Из-за дисквалификации сборная ЮАР не сыграла на Олимпиадах 1964 и 1968 годов, а в 1970 году ЮАР окончательно была исключена из Международного олимпийского комитета. Роуз безуспешно пытался сохранить членство Южной Африки в ФИФА и Международном олимпийском комитете, а в 1973 году Жоао Авеланж, кандидат в президенты ФИФА, объявил об отказе Бразилии выступать на Южноафриканских играх в том году и высказал свою прямую поддержку всем противникам апартеида. Роуз проиграл выборы президента ФИФА, и 16 июля 1976 года в Монреале на Конгрессе ФИФА было принято решение дисквалифицировать ЮАР и исключить её из ФИФА (78 голосов за исключение, 9 против).

### Вторая ассоциация (1991)
23 марта 1991 года, после серии политических реформ в стране и крушения политики апартеида была основана новая Южноафриканская футбольная ассоциация, которая должна была покончить с сегрегацией в футболе. На следующий месяц на конгрессе Конфедерации африканского футбола в Дакаре делегацию САФА встретили аплодисментами: южноафриканцы получили статус наблюдателя. В июне 1992 года Конгресс ФИФА в Цюрихе восстановил членство ЮАР в мировом футболе, что означало восстановление и в рядах КАФ. Южная Африка уже получила право не только проводить матчи, но и подавать заявки на проведение турниров. Первым матчем после восстановления членства ФИФА стала игра против четвертьфиналиста чемпионата мира в Италии, Камеруна. В сентябре 1992 года состоялась игра сборных до 16 лет в Ленасии против команды Ботсваны, и в том же году свои первые матчи провели все сборные (в том числе и женская).
В 1996 году в ЮАР прошёл Кубок африканских наций, который сборная ЮАР выиграла отчасти по причине отказа от участия в турнире действовавших чемпионов в лице Нигерии. В 1998 году сборная дебютировала на чемпионате мира во Франции, а в том же году вышла в финал Кубка африканских наций в Буркина-Фасо. На уровне сборных до 20 лет ЮАР стала серебряным призёром чемпионата Африки 1997 года и попала на чемпионат мира того же года в Малайзии. На клубном уровне команда «Орландо Пайретс» выиграла Лигу чемпионов КАФ: впервые за 30 лет соревнования команда из южной части Африки (не только из ЮАР) вообще добилась победы в этом турнире, причём для «Орландо Пайретс» участие стало дебютным. Победный финал прошёл в Кот-д'Ивуаре.
Высшим для ЮАР достижением в плане организации международных турниров стало проведение чемпионата мира по футболу в 2010 году: впервые в истории чемпионат мира прошёл в Африке. В настоящее время САФА занимается развитием сборных всех возрастов (начиная от команд из мальчиков не старше 12 лет), подготовкой квалифицированных тренеров и управлением девяти провинциальных чемпионатов, разделённых на 52 региона.

## Руководство
- Президент: Дэнни Джордан
- Вице-президент: Лукас Нхлапо
- Вице-президент: Элвис Шишана
- Вице-президент: Ирвин Хоза[англ.][5]
- Генеральный секретарь: Деннис Мамбл

## Национальные команды
Мужские
- Дети до 12 лет — «Мухи цеце» (англ. Tsetse-flies)
- Дети до 15 лет — «Летающие птицы» (англ. Flying Birds)
- Юноши до 17 лет[англ.] — «Амаджимбос» (Amajimbos, «Мальчишки»)
- Юноши до 20 лет — «Амаджита» (Amajita, «Парни»)
- Молодёжная до 23 лет[англ.] — «Амаглаг-глаг» (Amaglug-glug)
- Основная — «Бафана Бафана» (зулу Bafana Bafana, «Ребята»)

Женские
- Девушки до 17 лет
- Девушки до 20 лет
- Девушки до 23 лет
- Основная — «Баньяна Баньяна» (Banyana Banyana, «Девчата»).

## Лиги
- Премьер-лига ЮАР
- Первый дивизион
- Второй дивизион
- Региональная лига
- Женский дивизион